# Novotinea mistrettae
Novotinea mistrettae is een vlinder uit de familie echte motten (Tineidae). De wetenschappelijke naam is voor het eerst geldig gepubliceerd in 1966 door Parenti.
De soort komt voor in Europa.